# Liste des Turnpikes au New Hampshire
Le réseau des Turnpikes du New Hampshire est un réseau de 93 miles (150 km) de routes à accès limité, dont 36 miles (58 km) faisant partie du National Highway System au New Hampshire. Le réseau est entretenu par le Bureau des Turnpikes du New Hampshire Department of Transportation (NHDOT).

## Liste
| Numéro             | Longueur (mi) | Longueur (km) | Terminus sud / ouest                            | Terminus nord / est                       | Créée | Notes                      |
| ------------------ | ------------- | ------------- | ----------------------------------------------- | ----------------------------------------- | ----- | -------------------------- |
| Blue Star Turnpike | 16,13         | 25,96         | I-95 à la frontière du Massachusetts à Seabrook | I-95 à la frontière du Maine à Portsmouth | 1957  |                            |
| Everett Turnpike   | 39,87         | 64,16         | US 3 à la frontière du Massachusetts à Nashua   | I-93 / NH 9 à Concord                     | 1955  |                            |
| Spaulding Turnpike | 33,20         | 53,40         | I-95 / US 1 Byp. / US 4 / NH 16 à Portsmouth    | NH 16 / NH 125 à Milton                   | 1956  | En multiplex avec la NH 16 |
|                    |               |               |                                                 |                                           |       |                            |